# Anthology: The Best of Michael Jackson
Anthology: The Best of Michael Jackson ist ein Kompilationsalbum des US-amerikanischen Sängers Michael Jackson, das im März 1995 bei Motown Records im Rahmen einer Serie mehrerer ähnlich betitelter Kompilationsalbum verschiedener Interpreten erschien.

## Titelliste
Disc 1
1. Got to Be There
2. Rockin’ Robin
3. Ain’t No Sunshine
4. Maria (You Were the Only One)
5. I Wanna Be Where You Are
6. Girl Don’t Take Your Love From Me
7. Love Is Here and Now You’re Gone
8. Ben
9. People Make the World Go Round
10. Shoo-Be-Doo-Be-Doo-Da-Day
11. With a Child’s Heart
12. Everybody’s Somebody’s Fool
13. Greatest Show on Earth
14. We’ve Got a Good Thing Going
15. In Our Small Way
16. All the Things You Are
17. You Can Cry on My Shoulder
18. Maybe Tomorrow
19. I’ll Be There
20. Never Can Say Goodbye
21. It’s Too Late to Change the Time
22. Dancing Machine

Disc 2
1. When I Come of Age
2. Dear Michael
3. Music & Me
4. You Are There
5. Make Tonight All Mine
6. Love’s Gone Bad
7. That’s What Love Is Made Of
8. Who’s Lookin’ For A Lover
9. Lonely Teardrops
10. Cinderella Stay Awhile
11. We’re Almost There
12. Take Me Back
13. Just a Little Bit of You
14. Melodie
15. I’ll Come Home to You
16. If’n I Was God
17. Happy (Love Theme From Lady Sings the Blues)
18. Don’t Let It Get You Down
19. Call on Me
20. To Make My Father Proud
21. Farewell my Summer Love

### Vertretung der Alben
| Erscheinungsjahr | Album                         | Songs | Anzahl |
| ---------------- | ----------------------------- | --- | ------ |
| 1970             | Third Album (Jackson Five)    | I’ll Be There | 1      |
| 1971             | Maybe Tomorrow (Jackson Five) | Maybe Tomorrow, Never Can Say Goodbye | 2      |
| 1972             | Got to Be There               | Got to Be There, Rockin’ Robin, Ain’t No Sunshine, Maria (You Were the Only One), I Wanna Be Where You Are, Girl Don’t Take Your Love From Me, Love Is Here and Now You’re Gone, In Our Small Way | 8      |
| 1972             | Ben                           | Ben, People Make the World Go Round, Shoo-Be-Doo-Be-Doo-Da-Day, Everybody’s Somebody’s Fool, Greatest Show on Earth, We’ve Got a Good Thing Going, In Our Small Way, You Can Cry on My Shoulder   | 8      |
| 1973             | Music & Me                    | With a Child’s Heart, All the Things You Are, Music & Me, Happy (Love Theme From Lady Sings the Blues)                                                                                            | 4      |
| 1973             | Get It Together               | It’s Too Late to Change the Time, Dancing Machine | 2      |
| 1975             | Forever, Michael              | Dear Michael, You Are There, One Day In Your Life, Cinderella Stay Awhile, We’re Almost There, Take Me Back, Just a Little Bit of You                                                             | 7      |
| 1976             | Joyful Jukebox Music          | Make Tonight All Mine | 1      |
| 1984             | Farewell my Summer Love       | Melodie, I’ll Come Home to You, Don’t Let It Get You Down, Call on Me, To Make My Father Proud, Farewell my Summer Love                                                                           | 6      |
| 1986             | Looking Back to Yesterday     | When You Come Out of Age, Love’s Gone Bad, That’s What Love Is Made Of, Who’s Lookin’ For A Lover, Lonely Teardrops, If’n I Was God                                                               | 5      |